# Linia kolejowa Odrzygość – Koszwały
Linia kolejowa Odrzygość – Koszwały – linia kolejowa, która w latach 1905–1974 łączyła stację Odrzygość w Przejazdowie ze stacją Koszwały, wraz z liniami Gdańsk Wąskotorowy – Giemlice, Koszwały – Giemlice, Giemlice – Pszczółki Wąskotorowe i Koszwały - Stegna Gdańska (na odc. Koszwały – Lewy brzeg Wisły) stanowiła w latach 1905-1974 lewobrzeżną część Gdańskiej Kolei Dojazdowej. Linia stanowiła najkrótszy łącznik prawobrzeżnej części kolei z Gdańskiem.

## Historia
Linia została wybudowana przez spółkę Westpreußische Kleinbahnen Aktien-Gesellschaft (WKAG – Zachodniopruska Spółka Małych Kolei) i otwarta 17 sierpnia 1905 roku. Pod zarządem WKAG linia funkcjonowała do 1945 roku, kiedy to wycofujące się wojska niemieckie zatopiły prom Świbno przewożący składy kolejki przez Wisłę, wysadziły most zwodzony przy wjeździe na stację Gdańsk Wąskotorowy i doprowadziły do zalania znacznej części Żuław.
Pierwszy pociąg wyruszył na trasę Gdańsk Wąskotorowy – Odrzygość – Koszwały – Stegna Gdańska w lipcu 1948 roku. W 1956 roku zrezygnowano z przeprawy promowej i odtąd linie położone na lewym brzegu Wisły utraciły połączenie z pozostałą siecią Gdańskiej Kolei Dojazdowej.
Lewobrzeżna część Gdańskiej Kolei Dojazdowej funkcjonowała do 31 grudnia 1973 roku. Do końca 1975 roku tory zostały całkowicie rozebrane. Pozostały jedynie pojedyncze obiekty inżynieryjne (mostki, wiadukty, fragment nabrzeża promowego) oraz fragmenty szyn zatopione w asfalcie na przejazdach.